# Campylaspis breviramis
Campylaspis breviramis är en kräftdjursart som beskrevs av Michel Ledoyer 1993. Campylaspis breviramis ingår i släktet Campylaspis och familjen Nannastacidae. Inga underarter finns listade i Catalogue of Life.